# Joseph W. McClurg

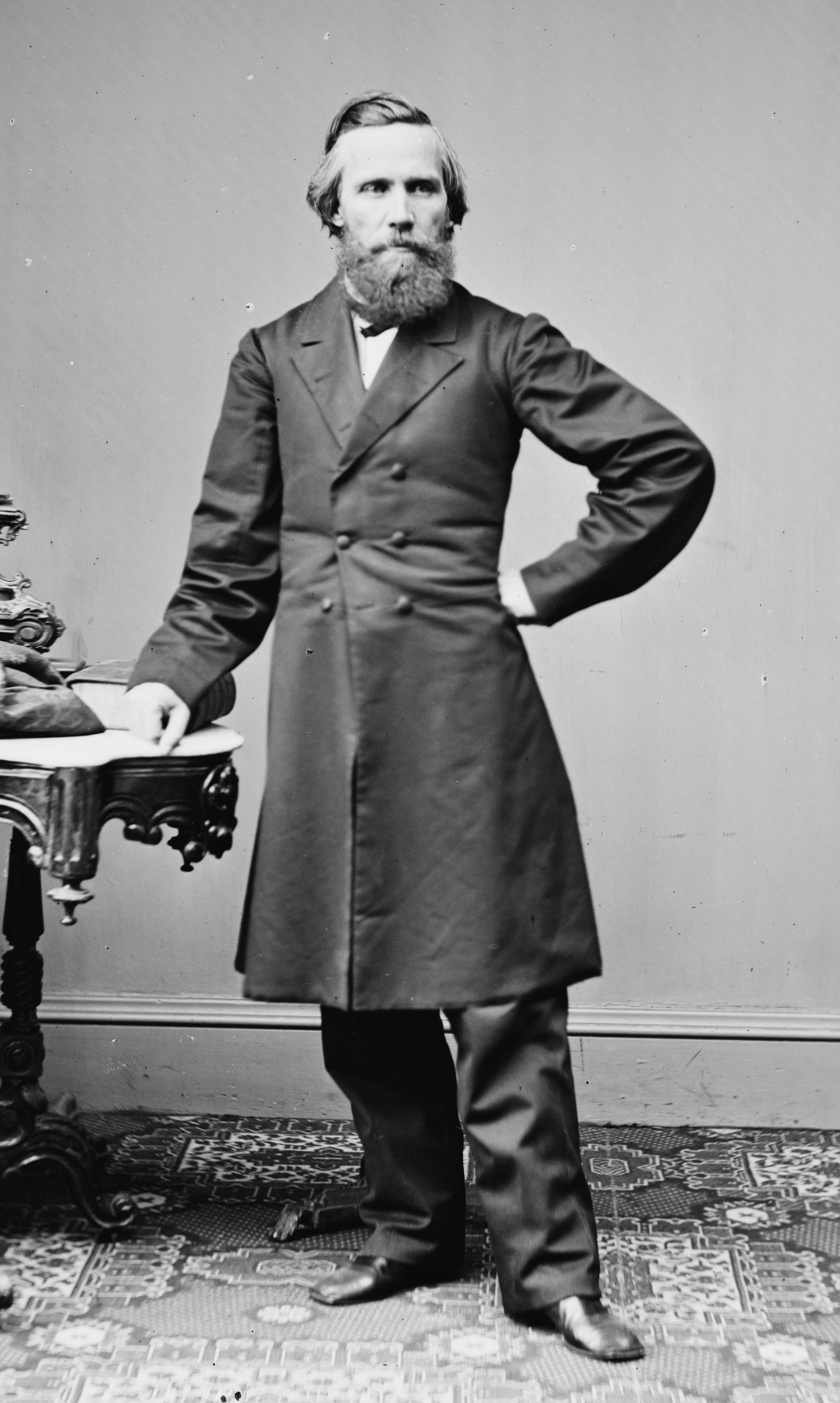
Joseph W. McClurg

Joseph Washington McClurg (* 22. Februar 1818 im St. Louis County, Missouri-Territorium; † 2. Dezember 1900 in London, Missouri) war ein US-amerikanischer Politiker und von 1869 bis 1871 der 19. Gouverneur von Missouri. Diesen Bundesstaat vertrat er außerdem im US-Repräsentantenhaus-

## Frühe Jahre
McClurg besuchte die Xenia Academy in Ohio und danach ebenfalls in Ohio das Oxford College. Während er in den Staaten Mississippi und Louisiana als Lehrer tätig war, studierte er nebenbei Jura. Schließlich zog er nach Columbus in Texas, wo er als Anwalt zugelassen wurde. Dort begann er auch zu praktizieren. Im Jahr 1840 erhielt er eine Anstellung als Protokollführer am Bezirksgericht in Columbus.

## Politischer Aufstieg
Im Jahr 1841 kehrte McClurg nach Missouri zurück. Dort wurde er im Handel tätig; im Jahr 1837 wurde er Sheriff im St. Louis County. 1850 folgte er für zwei Jahre dem Goldrausch und ging nach Kalifornien. Danach kehrte er nach Missouri zurück, wo er als Händler durchfahrende Siedler mit Waren belieferte. Politisch war McClurg ein Gegner der Sklaverei und trat der neuen Republikanischen Partei bei. In den Jahren 1861 bis 1863 war er Mitglied der unionstreuen Legislative von Missouri. Gleichzeitig war er Oberst im Unionsheer, bis er 1863 ins US-Repräsentantenhaus gewählt wurde. Dort verblieb er zwischen 1863 und 1868. Als Oberst hat er im Bürgerkrieg ein Freiwilligenregiment aufgestellt. Am 3. November 1868 wurde er zum neuen Gouverneur seines Staates gewählt: Mit 56,7 Prozent der Stimmen setzte er sich gegen den Demokraten John S. Phelps durch.

## Gouverneur von Missouri
Joseph McClurg trat sein neues Amt am 12. Januar 1869 an. In seiner Amtszeit wurde in Missouri ein Einwanderungsausschuss gegründet. Zwei neue Schulen wurden erbaut und die Landesverfassung dahingehend geändert, dass die Amtszeit der Gouverneure von vier auf zwei Jahre verkürzt wurde. Damals entstanden sowohl eine staatliche Bergbauschule und eine Landwirtschaftsschule. Im Jahr 1870 bewarb sich McClurg erfolglos um seine Wiederwahl. Daher musste er am 4. Januar 1871 aus seinem Amt ausscheiden.
Nach dem Ende seiner Amtszeit zog sich McClurg weitgehend aus der Politik zurück. Er widmete sich seinen eigenen geschäftlichen Interessen, wozu nun auch Dampfboote und Bleiminen gehörten. Zwischen 1890 und 1894 war er bei der Landbehörde in Springfield beschäftigt. Joseph McClurg starb am 2. Dezember 1900. Er war mit Mary Johnson verheiratet, mit der er acht Kinder hatte.